# John Cruickshank
John Cruickshan (Aberdeen, 20 maggio 1920 – fra il 3 e il 9 agosto 2025) è stato un militare e aviatore britannico, insignito della Victoria Cross a vivente nel corso della seconda guerra mondiale.

## Biografia
Nato il 20 maggio 1920 ad Aberdeen, in Scozia, studiò presso la Royal High School, Edimburgo, alla Aberdeen Grammar School presso il Daniel Stewart's College. Fu apprendista presso la Commercial Bank of Scotland di Edimburgo.
Il 10 maggio 1939, su suggerimento di suo padre, entrò nel Territorial Army, arruolandosi nella Royal Artillery nel maggio 1939, assegnato al 129º Reggimento artiglieria da campo. Prestò servizio lì fino al 19 luglio 1941 quando si trasferì alla Royal Air Force Volunteer Reserve per iniziare l'addestramento basico presso il No.11 Initial Training Wing; fu promosso Leading Aircraftman il 1 settembre. Seguì l'addestramento al volo in Canada, presso il No.1 Manning Depot di Toronto, Ontario, come parte del British Commonwealth Air Training Plan, e successivamente negli Stati Uniti d'America presso la NAS Pensacola. Conseguito il brevetto di pilota il 9 luglio 1942, ritornò in Gran Bretagna per un ulteriore periodo di addestramento presso il Catalina Conversion Training at the Operational Training Unit a Invergordon. Fu poi assegnato come ufficiale pilota al No.210 Squadron nel marzo 1943, volando sugli idrovolanti Consolidated PBY Catalina di stanza sulla base RAF Sullom Voe nelle Shetland. Compito nel No.210 Squadron del RAF Coastal Command era di mantenere aperte le rotte marittime del Nord Atlantico e dell'Artico per i convogli di rifornimenti. Il 17 luglio 1944 decollò da Sullom Voe con un PBY Catalina (JV928, DA-Y) per una missione di pattugliamento a nord nel Mare di Norvegia. L'obiettivo era proteggere la Home Fleet britannica di ritorno dal fallito raid (Operazione Mascot) contro la nave da battaglia Tirpitz. Quel giorno attaccò in superficie un sottomarino tedesco di Tipo VIIC, a ovest delle Isole Lofoten. 
Avvistato l'U-Boot andò all'attacco attraverso il fuoco della contraerea una prima volta senza successo, e dopo aver virato effettuò un secondo passaggio lanciò le bombe di profondità affondando il sommergibile. Tutti i 52 membri dell'equipaggio dello U-361 morirono. Tuttavia il fuoco antiaereo tedesco era stato estremamente preciso, uccidendo il navigatore John Dixon e ferendone altri quattro membri dell'equipaggio tra cui lui e il secondo pilota sergente di volo Jack Garnett, ferito meno gravemente. Egli era stato colpito in settantadue punti, con due gravi ferite ai polmoni e dieci ferite agli arti inferiori. Nonostante ciò rifiutò le cure mediche finché fu sicuro che gli appropriati segnali radio fossero stati inviati e che l'aereo fosse in rotta verso la sua base di partenza. Anche allora rifiutò la morfina, consapevole che avrebbe offuscato la sua capacità di giudizio. Volando per tutta la notte l'idrovolante impiegò cinque ore e mezza per tornare a Sullom Voe, con Garnett ai comandi e lui che perdeva e riprendeva conoscenza nella parte posteriore del velivolo. Alle 3:00 ritornò quindi nella cabina di pilotaggio e riprese il comando dell'aereo decidendo che le condizioni di luce e del mare per un ammaraggio erano troppo rischiose perché l'inesperto Garnett potesse farlo sicurezza, e tenne i comandi dell'idrovolante in volo in circolo per più di un'ora finché non fu sicuro di poter effettuare l'ammaraggio in totale sicurezza.
Una volta a terra un ufficiale medico della RAF, Patrick O'Connor, salì a bordo dell'aereo, scoprendo che aveva perso una grande quantità di sangue e dovette fargli una trasfusione prima che fosse abbastanza stabile da essere trasferito in ospedale. Le sue ferite erano di tale gravità non volò mai più al comando di un aereo. Per l'affondare dell'U-Boot e per il salvataggio del suo equipaggio fu insignito della Victoria Cross mentre il sergente di volo Jack Garnett ha ricevuto la Distinguished Flying Medal. Assegnato al quartier generale del Coastal Command a Northwood, Middlesex il 14 dicembre 1944, si congedò della RAF il 13 settembre 1946 per tornare alla sua carriera nel settore bancario; andò in pensione nel 1977. Nel marzo 2004 la regina Elisabetta II inaugurò il primo monumento nazionale al Coastal Command presso l'Abbazia di Westminster a Londra, alla sua presenza. Quattro Victoria Cross furono assegnati al Coastal Command durante la guerra; le altre erano postume.
È vicepresidente della Victoria Cross e della George Cross Association. Ha festeggiato il suo centesimo compleanno il 20 maggio 2020. È diventato il primo destinatario della Victoria Cross a raggiungere i 100 anni e il secondo membro della VC and GC Association dopo Stuart Archer, insignito della George Cross.
Nel marzo 2024 e stato insignito dell'Air Efficiency Award durante una visita privata dal group captain (retired) Kemp della Royal Auxiliary Air Force.

### Annotazioni
1. ↑  Sullom Voe, ora noto per il suo terminal petrolifero, era una base di idrovolanti durante la seconda guerra mondiale.
2. ↑  Per molto tempo si ritenne che il sommergibile affondato fosse lo U-347.

### Fonti
1. 1 2 3 4 5 6 7  PBY Catalina.
2. ↑  (EN) Last surviving WW2 Victoria Cross recipient dies aged 105, su www.bbc.co.uk, 16 agosto 2025. URL consultato il 16 agosto 2025.
3. 1 2 3  Royal Air Force.
4. 1 2 3 4 5 6 7 8  Victoria Cross Online.
5. 1 2 3 4 5 6 7 8 9  Imperial War Museum.
6. ↑  (EN) The London Gazette (PDF), n. 36682, 29 August 1944.